# Ambassade de Nouvelle-Zélande en France
L'ambassade de Nouvelle-Zélande en France est la représentation diplomatique de la Nouvelle-Zélande auprès de la République française. Elle est située 103 rue de Grenelle, dans le 7e arrondissement de Paris, la capitale du pays. Son ambassadrice est, depuis 2022, Caroline Peta Bilkey.

## Histoire
Auparavant, l'ambassade était située 7 ter rue Léonard-de-Vinci, dans le 16e arrondissement (48° 52′ 16,3″ N, 2° 17′ 11,5″ E). Elle est installée à son adresse actuelle depuis 2014.

## Ambassadeurs de Nouvelle-Zélande en France
| Date de nomination                                                  | Date de nomination                                                  | Date de remise des lettres de créance                               | Date de remise des lettres de créance                               | Ambassadeur                                                         | Photo                                                               |
| En qualité d'envoyés extraordinaires et ministres plénipotentiaires | En qualité d'envoyés extraordinaires et ministres plénipotentiaires | En qualité d'envoyés extraordinaires et ministres plénipotentiaires | En qualité d'envoyés extraordinaires et ministres plénipotentiaires | En qualité d'envoyés extraordinaires et ministres plénipotentiaires | En qualité d'envoyés extraordinaires et ministres plénipotentiaires |
| ------------------------------------------------------------------- | ------------------------------------------------------------------- | ------------------------------------------------------------------- | ------------------------------------------------------------------- | ------------------------------------------------------------------- | ------------------------------------------------------------------- |
|                                                                     |                                                                     | 1949                                                                |                                                                     | Jean Robertson McKenzie (en)                                        |                                                                     |
| ?                                                                   |                                                                     | 24 avril 1956                                                       | [ JORF 1 ]                                                          | Joseph Vivian Wilson (en)                                           |                                                                     |
| En qualité d'ambassadeurs                                           |                                                                     |                                                                     |                                                                     |                                                                     |                                                                     |
| ?                                                                   |                                                                     | 25 juillet 1957                                                     | [ JORF 2 ]                                                          | Joseph Vivian Wilson (en)                                           |                                                                     |
| ?                                                                   |                                                                     | 21 mai 1960                                                         | [ JORF 3 ]                                                          | Clarence Edward Beeby                                               |                                                                     |
| ?                                                                   |                                                                     | 25 juillet 1964                                                     | [ JORF 4 ]                                                          | Charles Craw                                                        |                                                                     |
| ?                                                                   |                                                                     | 13 février 1965                                                     | [ JORF 5 ]                                                          | Richard Lewis Hutchens                                              |                                                                     |
| ?                                                                   |                                                                     | 6 octobre 1969                                                      | [ JORF 6 ]                                                          | Owston Paul Gabites                                                 |                                                                     |
| ?                                                                   |                                                                     | 12 juin 1975                                                        | [ JORF 7 ]                                                          | John George McArthur                                                |                                                                     |
| ?                                                                   |                                                                     | 15 mars 1979                                                        | [ JORF 8 ]                                                          | John Vivian Scott                                                   |                                                                     |
| ?                                                                   |                                                                     | 27 avril 1983                                                       | [ JORF 9 ]                                                          | John George McArthur                                                |                                                                     |
| ?                                                                   |                                                                     | 13 janvier 1988                                                     | [ JORF 10 ]                                                         | Judith Catherine Trotter                                            |                                                                     |
| ?                                                                   |                                                                     | 18 mars 1992                                                        | [ JORF 11 ]                                                         | Christopher David Beeby                                             |                                                                     |
| ?                                                                   |                                                                     | 6 décembre 1995                                                     | [ JORF 12 ]                                                         | Edward Richard Woods (en)                                           |                                                                     |
| ?                                                                   |                                                                     | 2 novembre 1999                                                     | [ JORF 13 ]                                                         | Richard Sturge Grant                                                |                                                                     |
| ?                                                                   |                                                                     | 26 mars 2002                                                        | [ JORF 14 ]                                                         | Adrian Henry Macey (en)                                             |                                                                     |
| ?                                                                   |                                                                     | 2 juin 2006                                                         | [ JORF 15 ]                                                         | Sarah Anne Dennis                                                   |                                                                     |
| ?                                                                   |                                                                     | 3 décembre 2010                                                     | [ JORF 16 ]                                                         | Rosemary Banks (en)                                                 |                                                                     |
| ?                                                                   |                                                                     | 6 juillet 2015                                                      | [ JORF 17 ]                                                         | James Loundon Kember                                                |                                                                     |
| ?                                                                   |                                                                     | 13 octobre 2017                                                     | [ JORF 18 ]                                                         | Jane Coombs (en)                                                    |                                                                     |
| ?                                                                   |                                                                     | 22 juillet 2022                                                     | [ JORF 19 ]                                                         | Caroline Peta Bilkey                                                |                                                                     |

## Consulats
Outre la section consulaire de l'ambassade à Paris, la Nouvelle-Zélande possède un consulat général à Nouméa, en Nouvelle-Calédonie.